# جان باتيست جوزيف ديلامبر
جان باتيست جوزيف، الشيفالييه ديلامبر (19 سبتمبر 1749 ـ 19 أغسطس 1822) هو رياضياتي وفلكي فرنسي، كان من أوائل الفلكيين الذين استنبطوا المعادلات الفلكية من الصيغ التحليلية. عمل مديرًا لمرصد باريس، وله مؤلفات بارزة تناولت تاريخ الفلك منذ القدم وحتى القرن الثامن عشر، من بينها كتاب «تاريخ الفلك» (بالفرنسية: Histoire de l'astronomie)‏.
في سنة 1801 تولى القنصل الأول نابليون بونابرت رئاسة الأكاديمية الفرنسية للعلوم، وعيّن ديلامبر سكرتيرًا دائمًا للأكاديمية للعلوم الرياضية، وهو منصب ظل ديلامبر يشغله حتى وفاته. وفي أعقاب وفاة بيير ميشان سنة 1804، عُين ديلامبر مديرًا لمرصد باريس، كما كان أستاذًا لعلم الفلك في الكوليج دو فرانس.

## تكريمه
مُنح ديلامبر رتبة فارس (شيفالييه) من وسامي القديس ميشيل وجوقة الشرف، كما كان واحدًا من 72 عالمًا نُقشت أسماؤهم على برج إيفل.
انتُخب ديلامبر سنة 1822 عضوًا أجنبيًا شرفيًا بالأكاديمية الأمريكية للفنون والعلوم، وكان قد انتُخب سنة 1788 عضوًا أجنبيًا بالأكاديمية الملكية السويدية للعلوم، كما كُرم بعد وفاته بإطلاق اسمه على إحدى فوهات القمر الصدمية.

## وفاته
توفي ديلامبر سنة 1822 ودُفن في مقبرة بير لاشيز.

## روابط خارجية
- جان باتيست جوزيف ديلامبر على موقع الموسوعة البريطانية (الإنجليزية)
- جان باتيست جوزيف ديلامبر على موقع إن إن دي بي (الإنجليزية)